# حق مالکیت
حق مالکیت معمولاً به عنوان یک حق حقوق بشری برای اشخاص حقیقی طبقه‌بندی می‌شود. به رسمیت شناختن کلی از حق مالکیت خصوصی به ندرت یافت می‌شود.
حق مالکیت در ماده ۱۷ اعلامیه جهانی حقوق بشر ۱۹۴۸ مشخص شده‌است. اما در میثاق بین‌المللی حقوق مدنی و سیاسی ۱۹۶۶ یا در میثاق بین‌المللی حقوق اقتصادی، اجتماعی و فرهنگی ۱۹۶۶ به رسمیت شناخته نشده‌است. کنوانسیون اروپایی حقوق بشر ۱۹۵۰ حقی را برای یک شخص حقیقی یا حقوقی برای «تفاوت مسالمت آمیز از دارایی خود»، مشروط به «منافع عمومی یا تضمین پرداخت مالیات» به رسمیت می‌شناسد.

## تعریف
حق مالکیت یکی از بحث برانگیزترین حقوق بشر است، هم از نظر وجود و هم از نظر تفسیر. بحث بر سر این است که چه کسی از حقوق مالکیت حمایت شده (مانند افراد انسانی یا شرکت‌ها)، نوع دارایی مورد حمایت (اموالی که به منظور مصرف یا تولید استفاده می‌شود) و دلایلی که برای آنها می‌توان دارایی را محدود کرد (به عنوان مثال). برای مقررات، مالیات یا ملی شدن در جهت منافع عمومی). ماده ۱۷ اعلامیه جهانی حقوق بشر (UDHR) حق مالکیت را به شرح زیر بیان می‌کند:
| « | ۱. هر انسانی به تنهایی یا با شراکت با دیگران حق مالکیت دارد. ۲. هیچ‌کس را نمی‌بایست خودسرانه از حق مالکیت خویش محروم کرد. | » |